# Torneo Quattro Nazioni Under-20 2015-2016
Il Torneo Quattro Nazioni Under-20 2015-2016 è la 15ª edizione di questa manifestazione. È iniziato il 3 settembre 2015 e si è concluso il 26 marzo 2016. Il detentore è l’ Italia.

## Partite
| Arbitro: | Pascal Erlachner |

|  |           |                             |
|  | Marcatori | 23’ Stefaniak 71’ Eggestein |

| Arbitro: | Martin Thomsen |

|  |           |              |
|  | Marcatori | 12’ Makowski |

| Arbitro: | Luca Gut |

|                         |           |            |
| Makowski 12’ Piątek 22’ | Marcatori | 41’ Stolze |

| Martigny 8 settembre 2015, ore 18:00 | Svizzera    | 0 – 0 referto | Italia | Stade d'Octodure\| Arbitro: \| Piotr Lasyk \| |
| Arbitro:                             | Piotr Lasyk |               |        |                                               |

| Arbitro: | Lukas Fahndrich |

|                            |           |                          |
| Gatto 18’ Aramu 67’ (rig.) | Marcatori | 35’ Zajac 84’ Smuczynski |

| Arbitro: | Angelo Cervellera |

|                           |           |                           |
| Nalepa 38’ Smuczynski 47’ | Marcatori | 20’, 60’ Grgic 80’ Elvedi |

| Arbitro: | Jaroslaw Przybyl |

|  |           |                      |
|  | Marcatori | 5’ Petagna 55’ Somma |

| Münster 16 novembre 2015, ore 18:00 | Germania       | 0 – 0 referto | Polonia | Preußenstadion\| Arbitro: \| Michael Fabbri \| |
| Arbitro:                            | Michael Fabbri |               |         |                                                |

| Arbitro: | Martin Petersen |

|             |           |            |
| Petagna 43’ | Marcatori | 89’ Karlen |

| Arbitro: | Pawel Pskit |

|             |           |           |
| Mukhtar 26’ | Marcatori | 79’ Itten |

| Arbitro: | Robert Schroder |

|  |           |                                    |
|  | Marcatori | 15’ Palazzi 64’ Rocca 85’ Gasbarro |

| Arbitro: | Maurizio Mariani |

|               |           |                  |
| Spielmann 27’ | Marcatori | 44’ (rig.) Barry |

## Classifica
| Squadra  | P.ti | G | V | P | S | RF | RS | DR |
| -------- | ---- | - | - | - | - | -- | -- | -- |
| Italia   | 9    | 6 | 2 | 3 | 1 | 8  | 5  | +3 |
| Polonia  | 8    | 6 | 2 | 2 | 2 | 7  | 9  | -2 |
| Svizzera | 7    | 6 | 1 | 4 | 1 | 6  | 6  | 0  |
| Germania | 6    | 6 | 1 | 3 | 2 | 5  | 6  | -1 |